# Rick Pasqualone
Rick Pasqualone, nome completo Richard Rocco Pasqualone (Albertson, 6 marzo 1966), è un doppiatore e attore statunitense.

## Biografia e carriera
Ha vinto il premio di 150.000 dollari nel programma televisivo statunitense Actor's Star nella stagione 1997-1998. È apparso come doppiatore in vari videogiochi come Fallout: New Vegas, Il Padrino II e molti altri. Ma è noto soprattutto per aver doppiato Vito Scaletta in Mafia 2 e Mafia 3. Ha avuto apparizioni in TV di successo in diversi spettacoli e fiction.

## Filmografia

### Cinema
- Romy & Michelle (Romy and Michele's High School Reunion), regia di David Mirkin (1997)

### Televisione
- Weird Science - serie TV, un episodio (1995)
- Kirk - serie TV, un episodio (1995)
- Caroline in the City - serie TV, episodio 1x19 (1995)
- Moloney - serie TV, un episodio (1995)
- Star Trek: Deep Space Nine - serie TV, episodio 4x09 (1995)
- JAG - Avvocati in divisa (JAG) - serie TV, 3 episodi (1996-2005)
- Actor's Star (1997-1998)
- USA High - serie TV, un episodio (1997)
- Mr. Chapel (Vengeance Unlimited) - serie TV, episodio 1x05 (1998)
- Friends - serie TV, 3 episodi (1999)
- Falcone - serie TV, un episodio (2000)
- NYPD - New York Police Department - serie TV, 3 episodi (2002)
- CSI: Scena del crimine (CSI: Crime Scene Investigation) - serie TV, episodio 3x15 (2003)
- NCIS - Unità anticrimine (NCIS) - serie TV, episodio 1x02 (2003)
- Streghe (Charmed) - serie TV, episodio 7x08 (2004)
- Senza traccia (Without a Trace) - serie TV, episodio 3x15 (2005)
- Blind Justice - serie TV, episodio 1x13 (2005)
- CSI: NY - serie TV, episodio 2x13 (2006)
- Celebrity Deathmatch - serie animata, episodio 5x02 (2006) - voce
- Shark - Giustizia a tutti i costi (Shark) - serie TV, episodio 1x20 (2007)
- Crash - serie TV, episodio 1x02 (2008)
- I Griffin (Family Guy) - serie animata, 2 episodi (2009-2010) - voce
- Desperate Housewives - serie TV, episodio 6x22 (2010)
- La valle dei pini (All My Children) - seria TV, 9 episodi (2010)
- Glee - serie TV, episodio 3x02 (2011)
- Childrens Hospital - serie TV, episodio 4x13 (2012)
- Febbre d'amore (The Young and the Restless) - serial TV, 3 episodi (2013)
- Melissa & Joey - serie TV, episodio 3x16 (2013)
- One Bad Choice - serie TV, 1 episodio (2015)
- Transformers: Robots in Disguise - serie animata, 4 episodi (2016) - voce
- General Hospital - serie TV, un episodio (2018)
- Cosmos: Odissea nello spazio - documentario (2020)
- NCIS: Los Angeles - serie TV, episodio 13x19 (2022)

## Doppiatore
- Medal of Honor (1999)
- Mafia: The City of Lost Heaven (2002)
- True Crime: New York City (2005)
- The Sopranos: Road to Respect (2006)
- Il Padrino II (The Godfather II) (2009)
- Civilization V (2010)
- Mafia 2 (2010)
- Fallout: New Vegas (2010)
- Ace Combat: Assault Horizon (2011)
- Marvel vs. Capcom 3: Fate of Two Worlds (2011)
- Spec Ops: The Line (2012)
- Resistance: Burning Skies (2012)
- The Darkness II (2012)
- Mafia III (2016)
- The Death of Superman, regia di Jake Castorena e Sam Liu (2018)
- Mafia: Definitive Edition (2020)
- Starfield (2023)
- Suicide Squad: Kill the Justice League (2024)

## Doppiatori italiani
Nelle versioni in italiano dei suoi lavori, Rick Pasqualone è stato doppiato da:
- Roberto Chevalier in CSI - Scena del crimine
- Fabrizio Picconi in NCIS - Unità anticrimine
- Gaetano Varcasia in CSI: NY
- Roberto Certomà in Desperate Housewives

Da doppiatore è stato sostituito da:
- Lorenzo Scattorin in Mafia 2, Mafia III, Mafia: Definitive Edition
- Marco Pagani in Mafia 2 (Giuseppe)
- Alessandro Lussiana in The Darkness II
- Mario Scarabelli in Suicide Squad: Kill the Justice League